# Ulvsunda industriområde
Ulvsunda industriområde est un quartier et une zone industrielle du district de Bromma à Stockholm en Suède.

## Description
Ulvsunda industriområde est un quartier de Västerort.
Le quartier est limitrophe de Mariehäll, Riksby, Ulvsunda et Traneberg dans la commune de Stockholm, ainsi que de la commune de Solna et de la commune de Sundbyberg. 
Le quartier se compose principalement d'industries légères et de commerce, et il y a des résidents permanents dans la partie sud. 
Cependant, l'aéroport de Stockholm-Bromma et la zone commerciale Bromma Blocks (sv) dans les anciens hangars d'avions font partie de Riksby, la démarcation est formée par Ulvsundavägen.

## Bâtiments
Le quartier compte plusieurs bâtiments de valeur culturelle et historique.
Le bâtiment le plus ancien conservé est l'ancienne usine Volta, Johannesfredsvägen 7-11, construite en 1914-17. 
Le complexe Volta comprend également le bâtiment de l'usine de l'ancienne Ulvsunda Verkstäder (UVA), construite en 1943-44. 
Les deux usines sont aujourd'hui des hôtels d'entreprise. 
À Ranhammarsvägen 20 se trouve la grande propriété Induktorn 27 que Ture Wennerholm a conçue pour LM Ericsson. 
Ture Wennerholm a aussi conçu le Fructushuset à Ulvsundavägen 108, construit en 1939-40. AB Fructus fabriker était une entreprise prospère qui produisait la boisson gazeuse Pommac. 
Fructushuset à reçu une labellisation culturelle en Suède,,.
À la fin des années 1960, Pripps commença à construire sa grande brasserie dans le quartier, près du pont Huvudstabron. 
L'architecte était Lars Wahlman. 
Aujourd'hui, les activités de la brasserie ont disparu et les locaux abritent un supermarché et un centre de vente en gros. 
La zone a changé au cours des dernières décennies, même si une certaine activité industrielle subsiste, plusieurs grossistes, bureaux et entreprises s'y sont installés.

## Transports
Le tramway Tvärbanan compte deux arrêts dans le quartier, Norra Ulvsunda et Johannesfred, qui sont également desservis par plusieurs lignes de bus
En 2013, le dépôt Ulvsundadepån (sv) pouvant accueillir 56 rames de tramways a également été construit à Johannesfred, dans la partie sud du quartier.

## Galerie

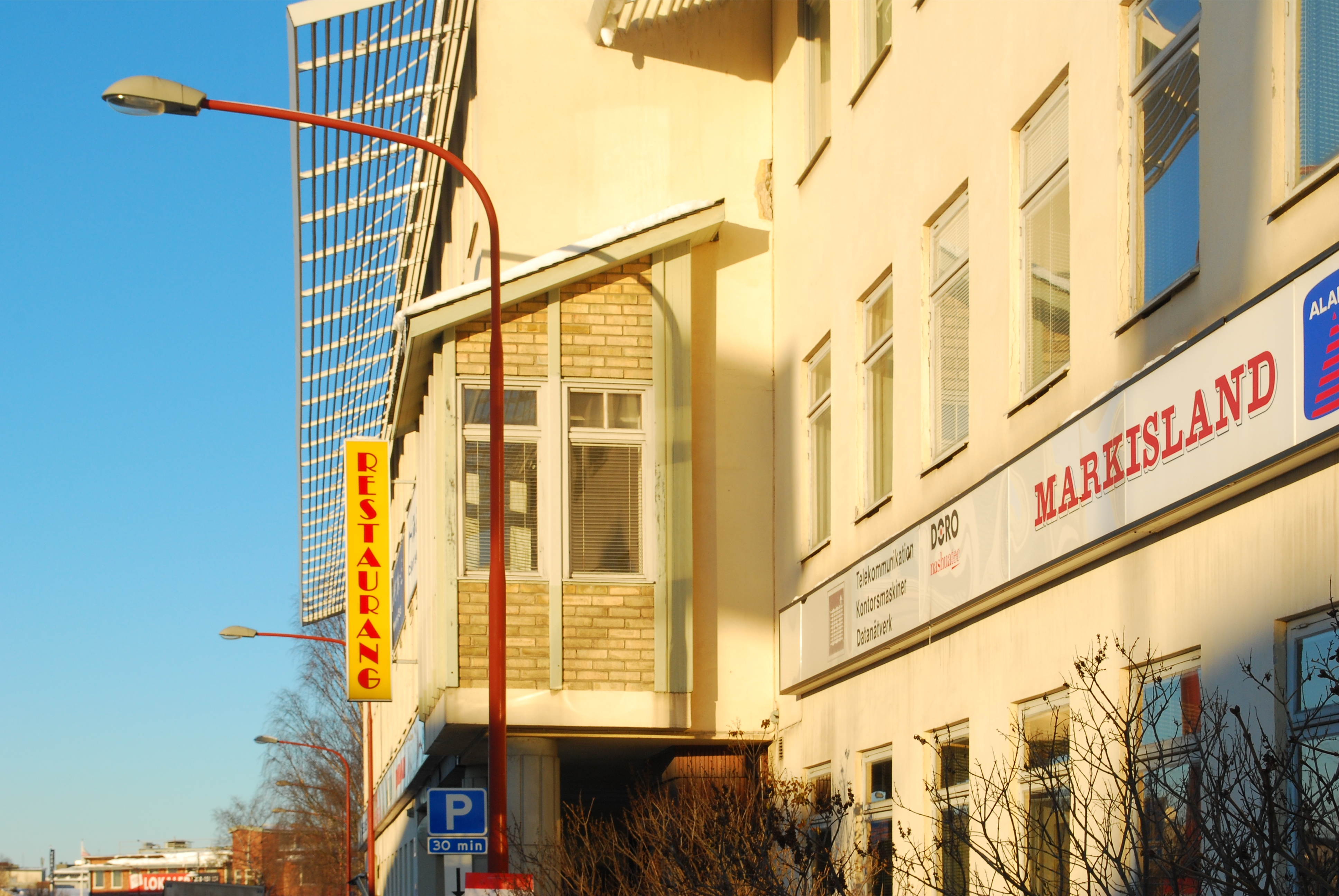
Ranhammarsvägen 20.
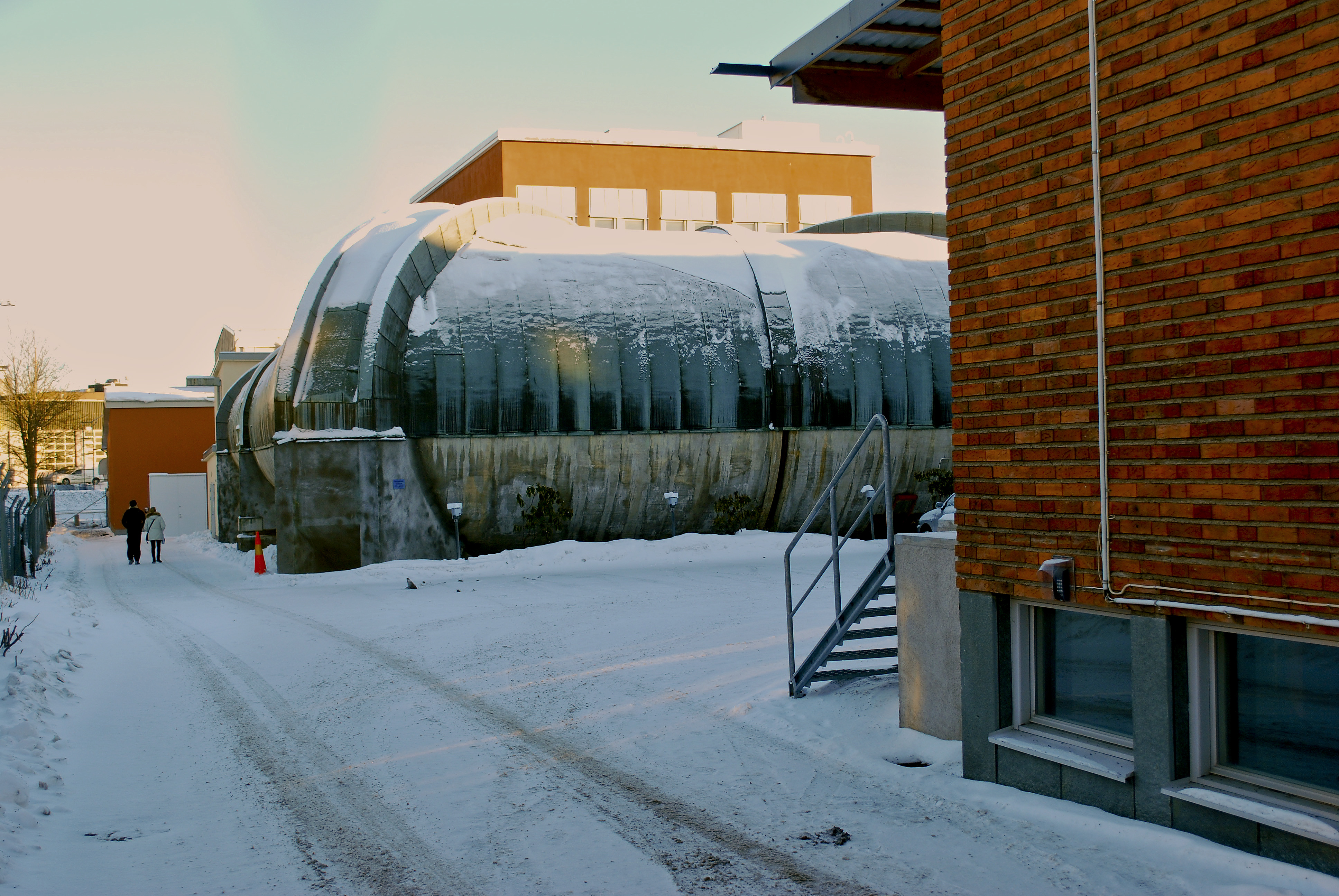
Soufflerie de FFA.
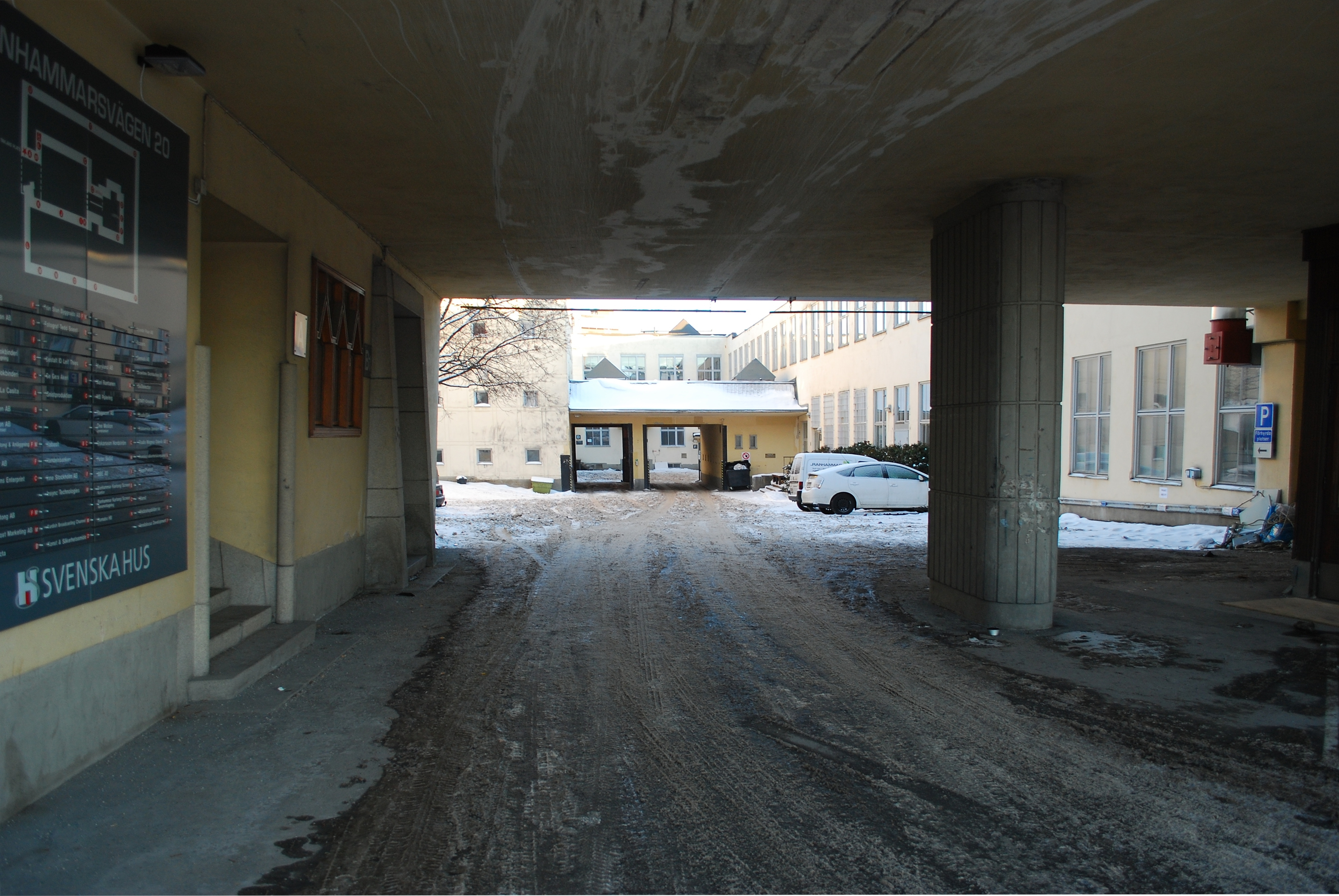
Induktorn 27.
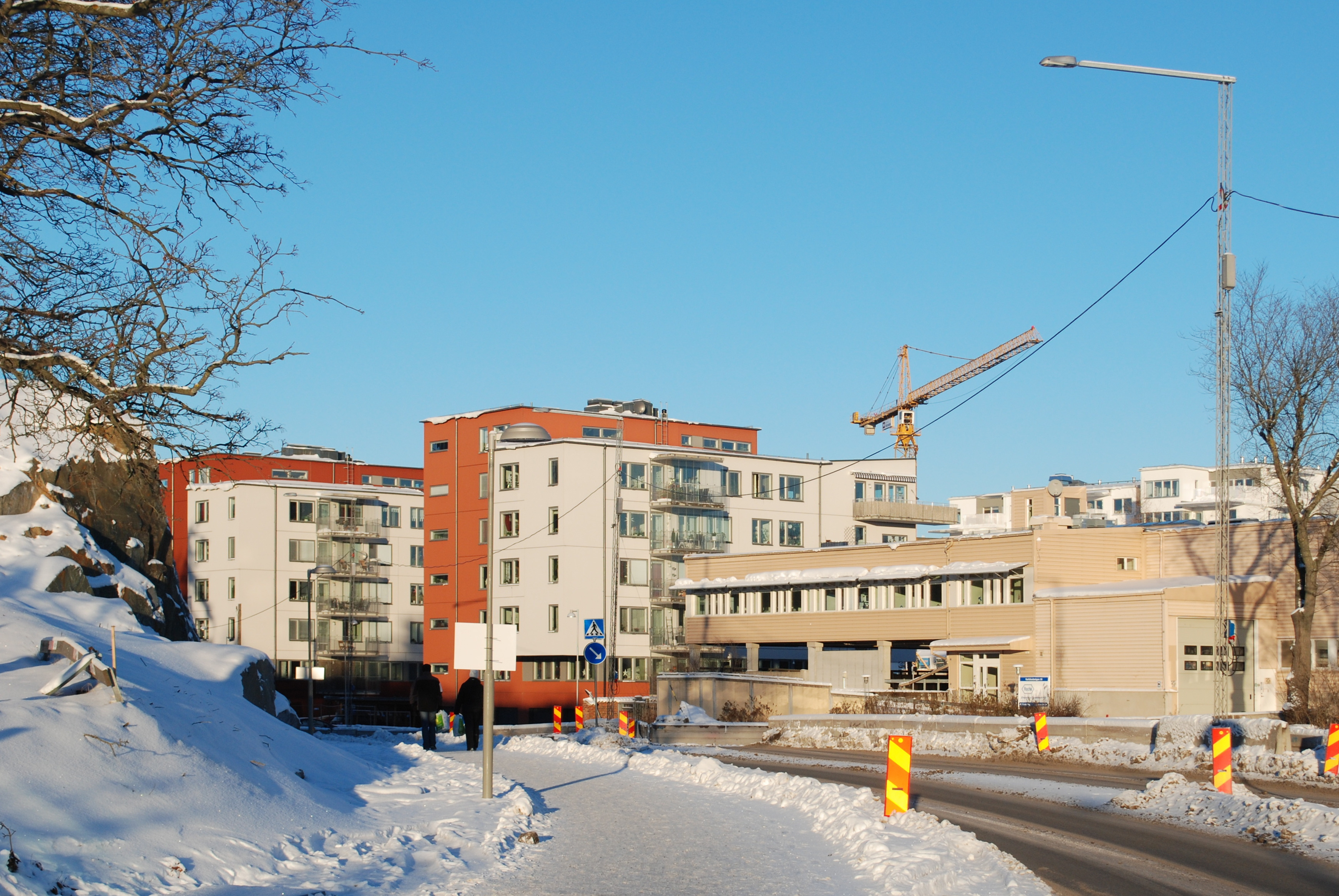
Kvarteret Masugnen.

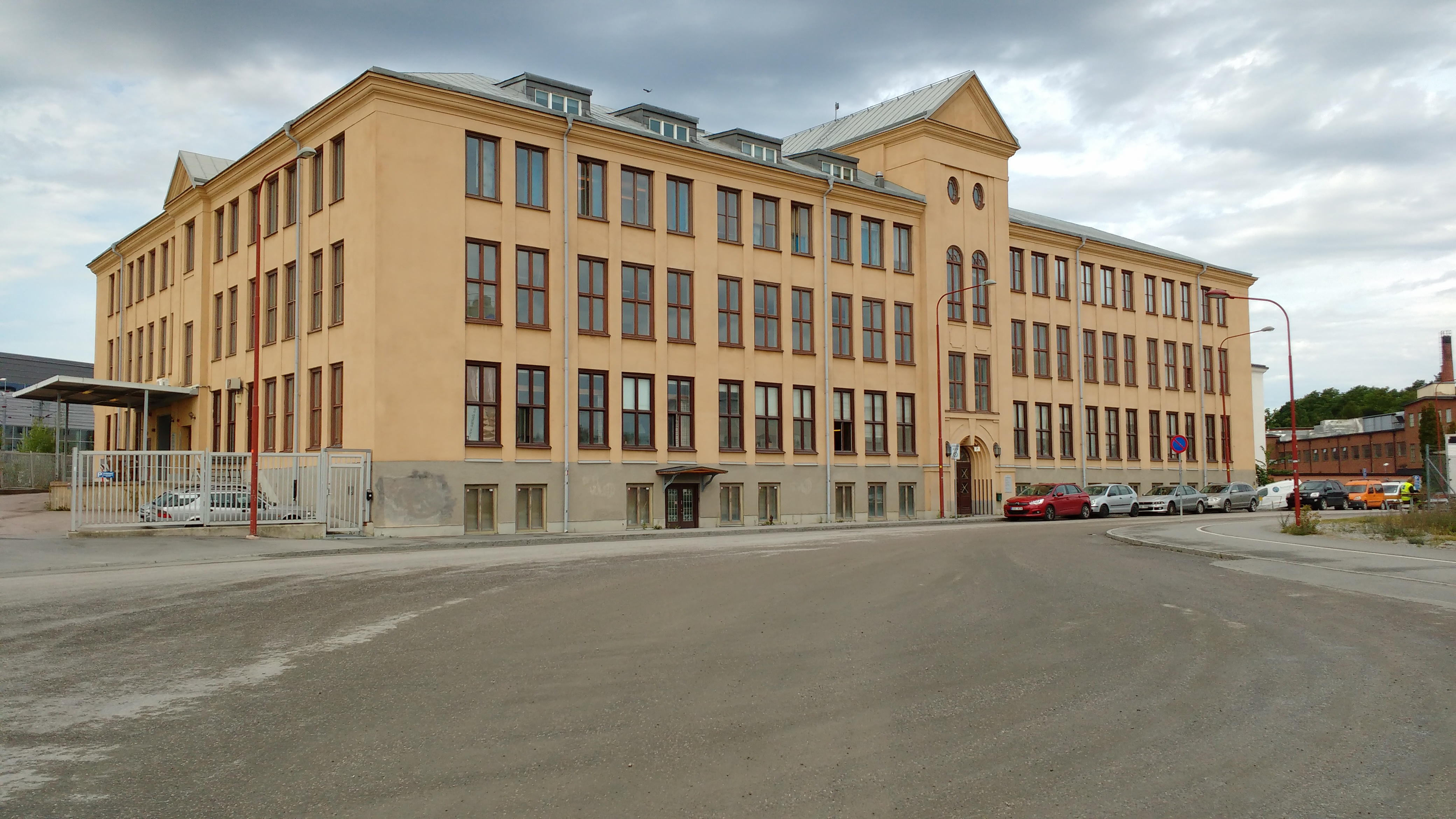
L'usine Volta rue Johannesfredvägen.
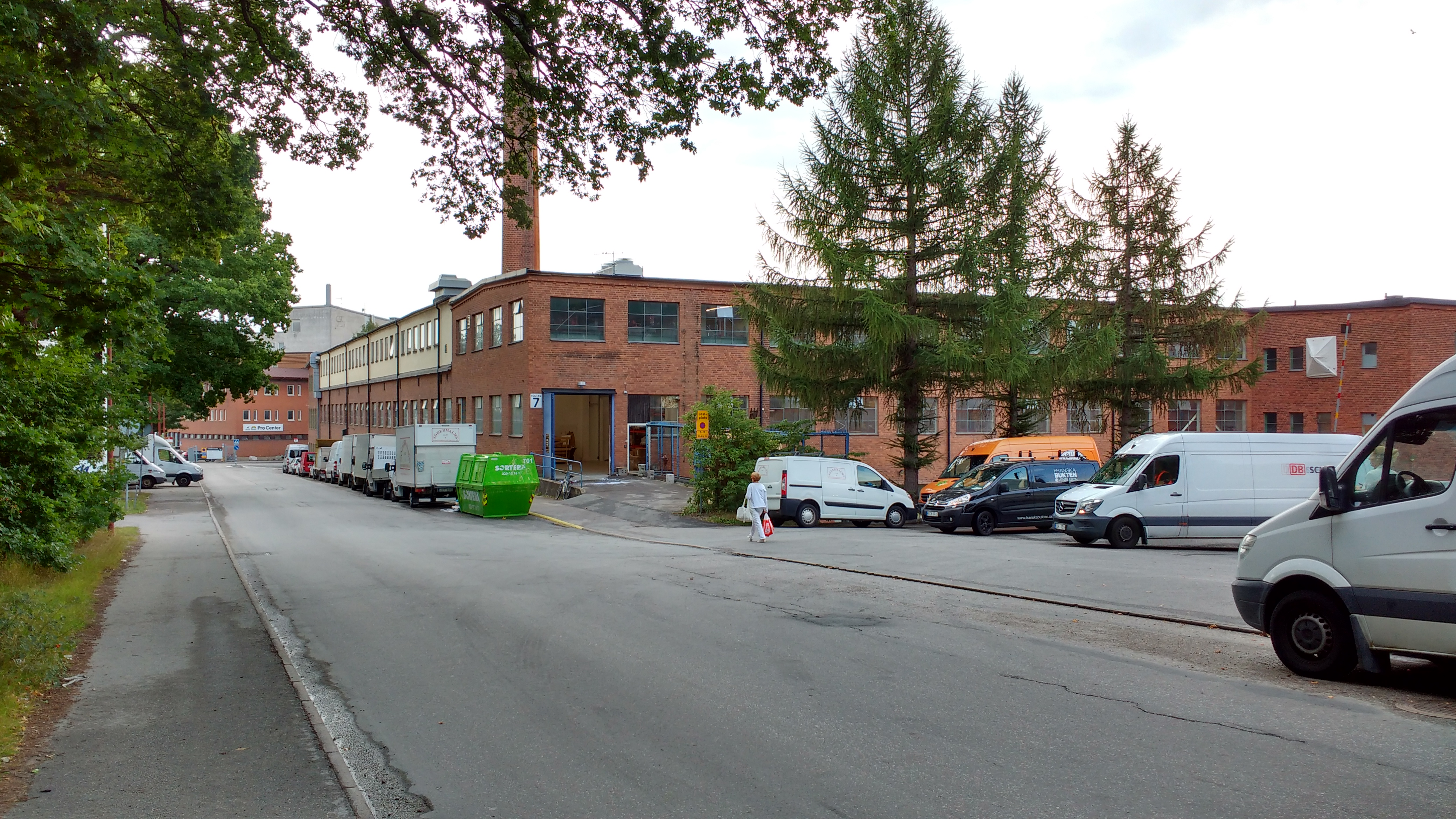
Usine Volta rue Voltavägen.
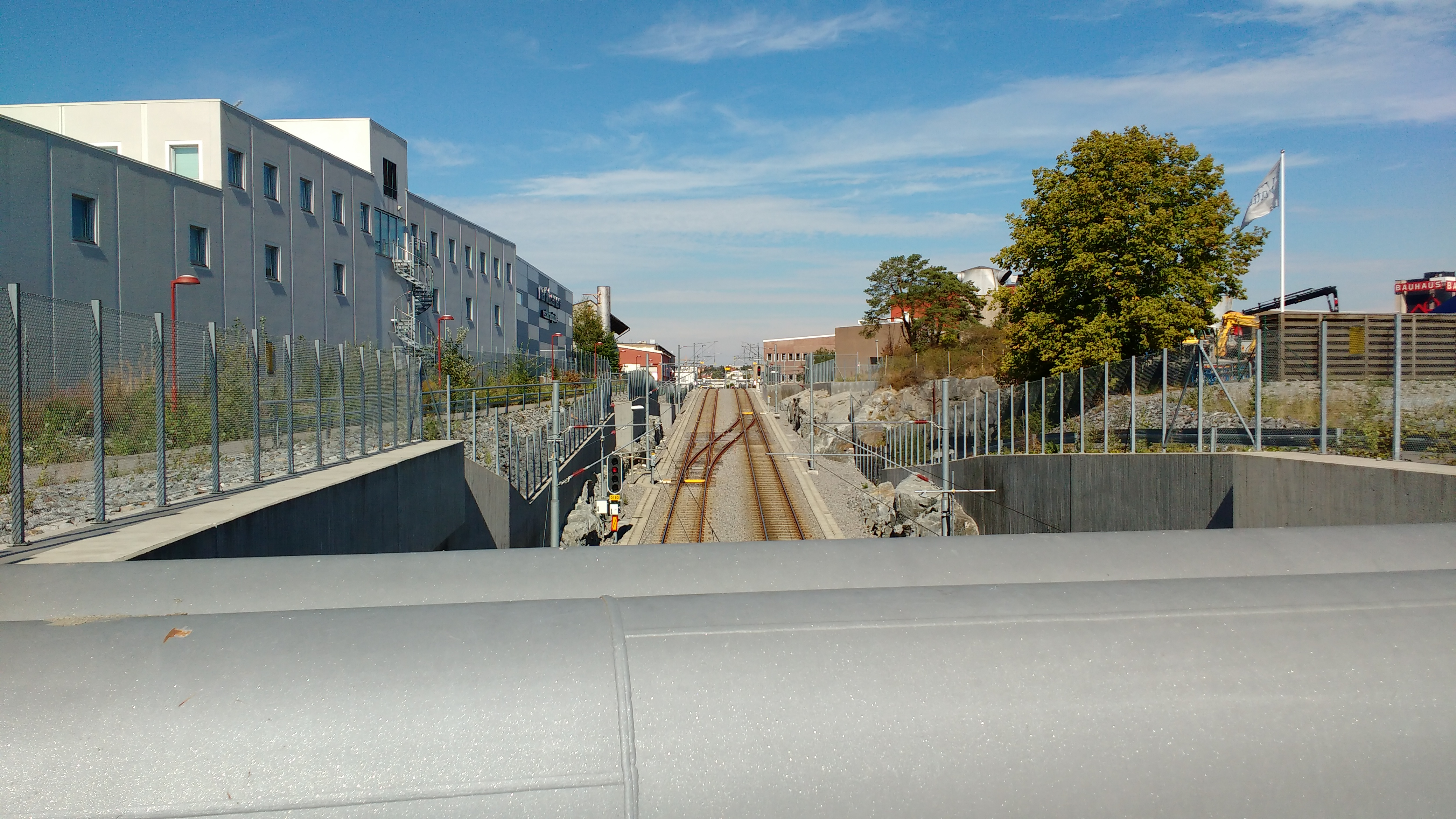
Tvärbanan.
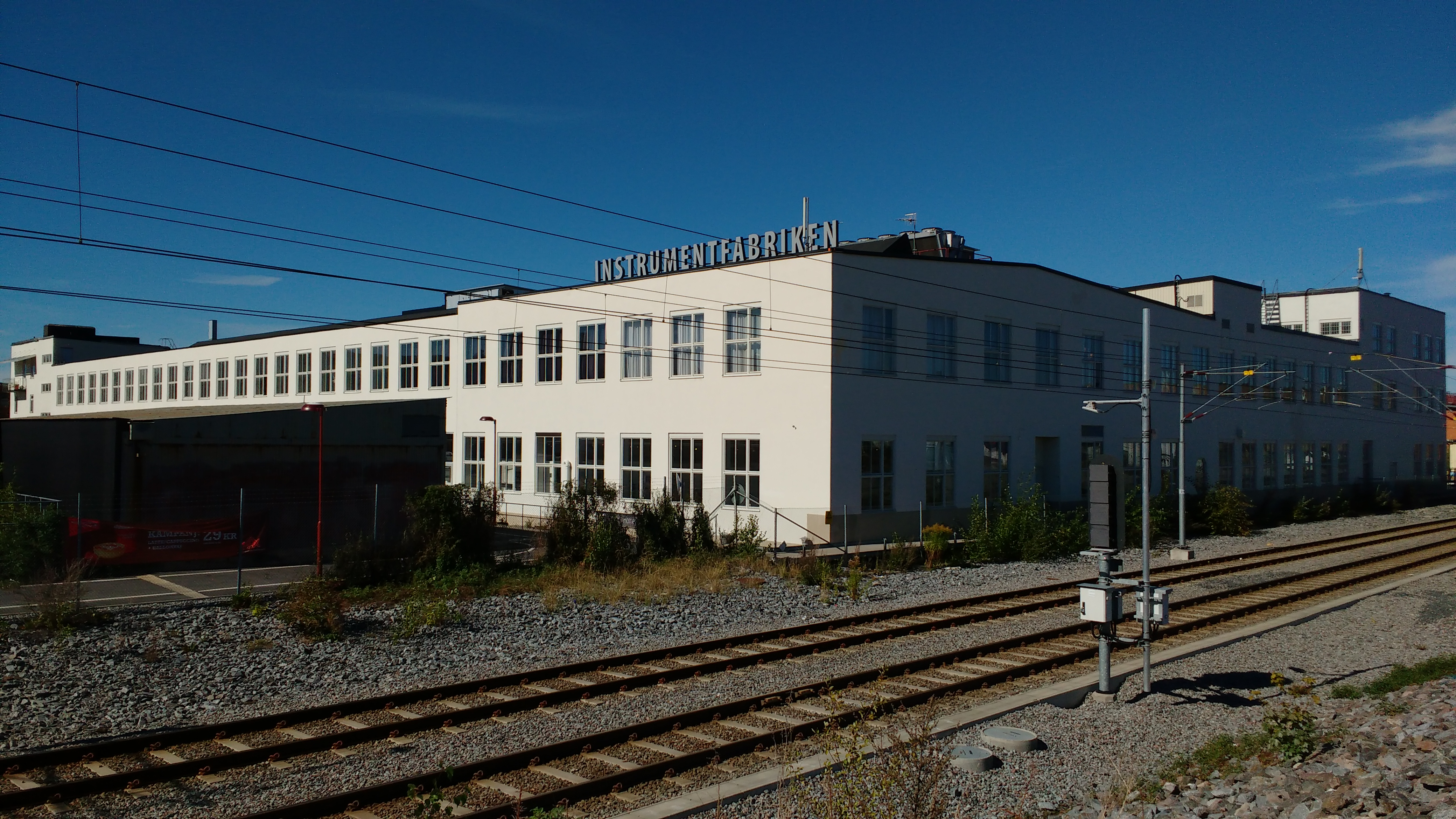
fabrique d'instruments.
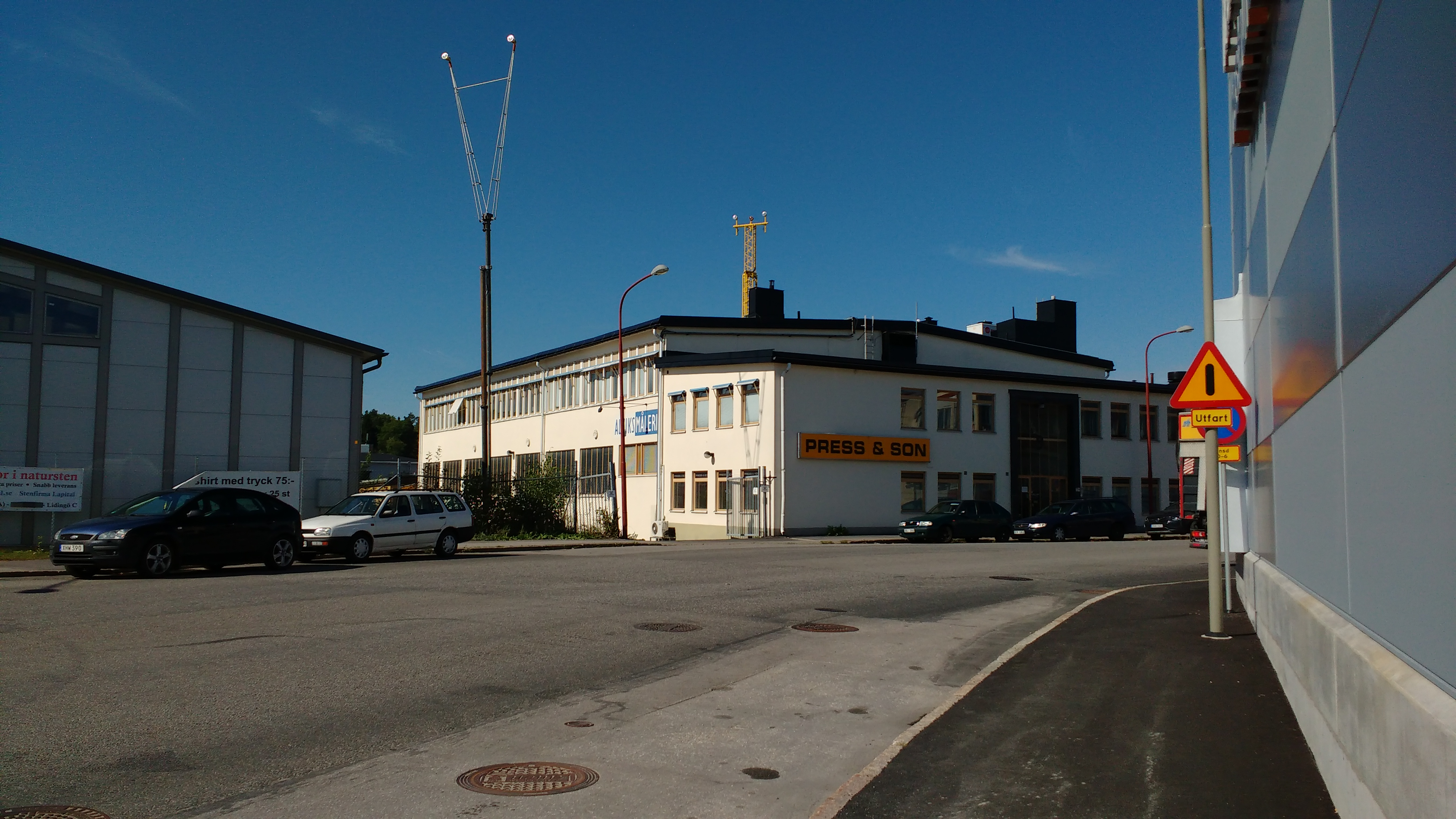
Ranhammarsvägen.
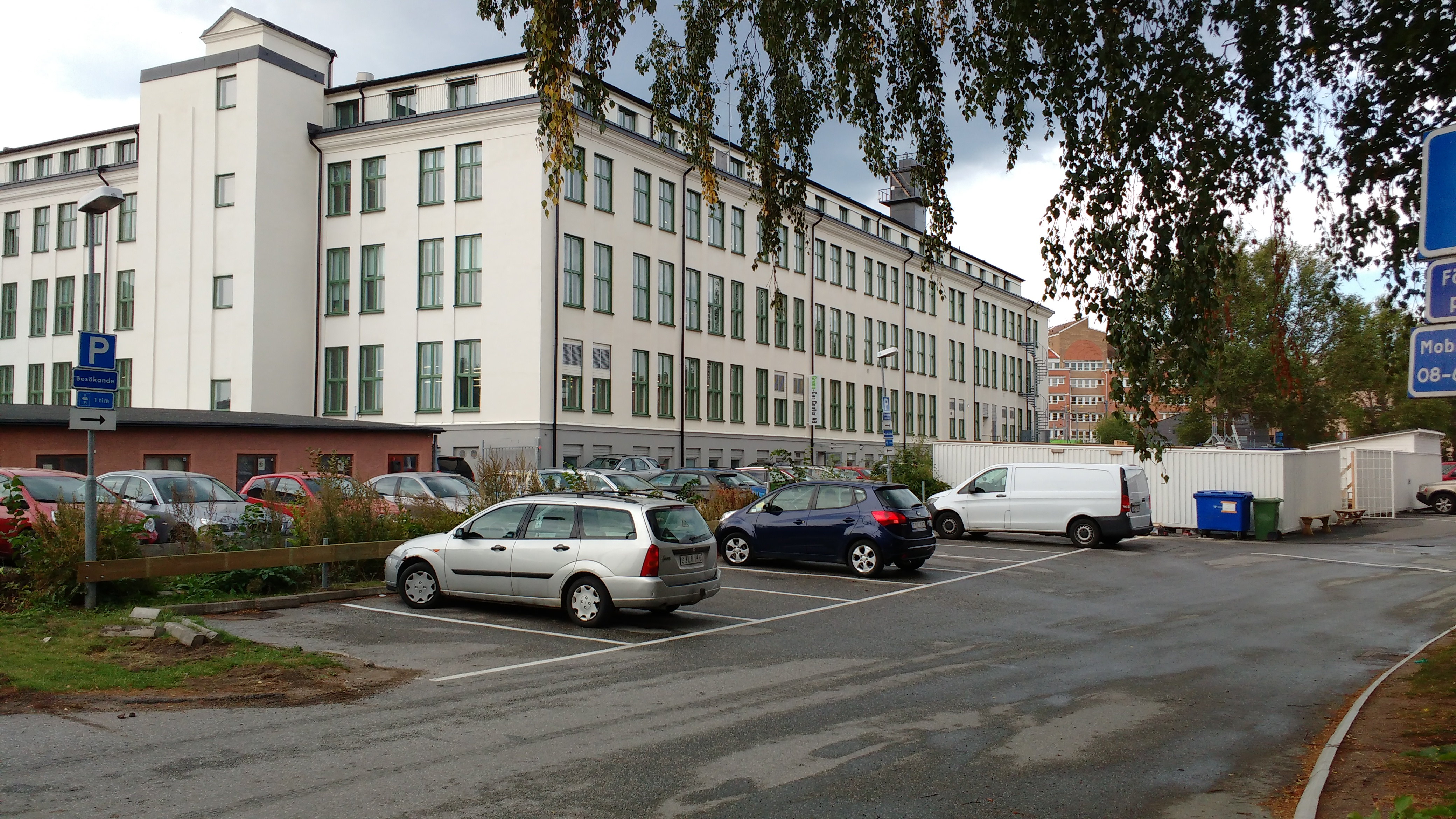
Usine Volta.
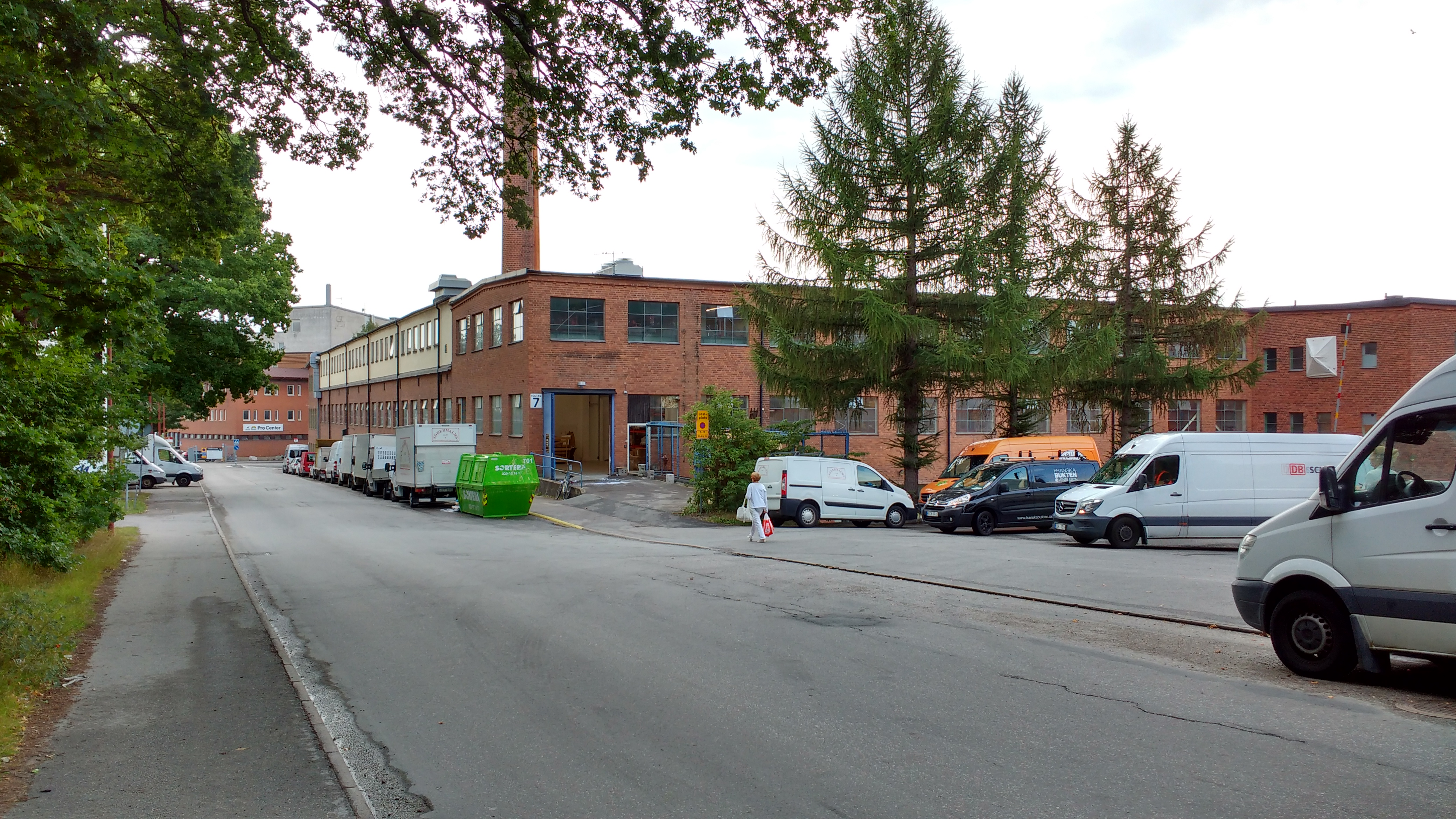
Usine Volta.
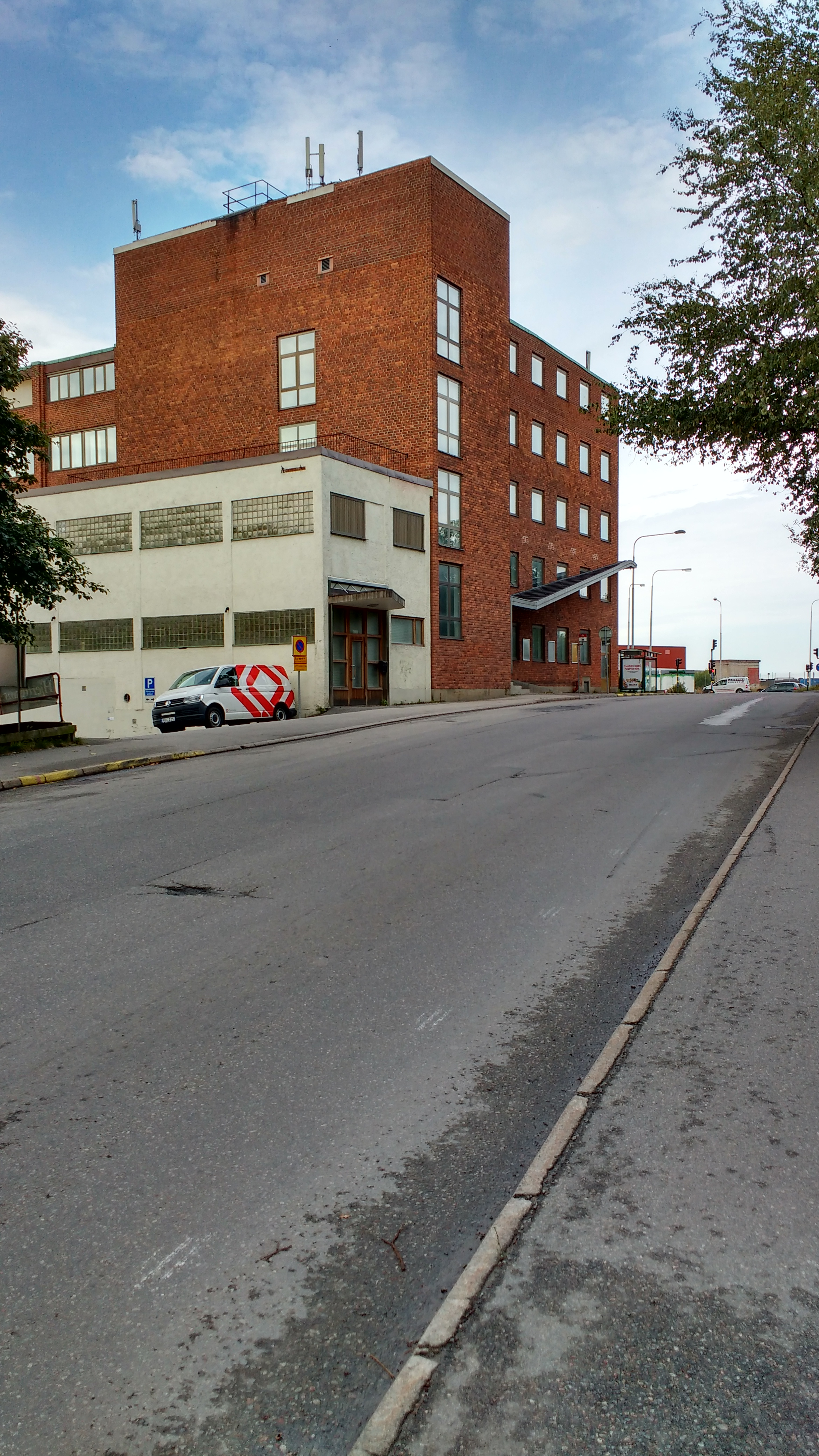
Usine Volta.